# L'Histoire d'Anybourg
Pour plus de détails, voir Fiche technique et Distribution.
L'Histoire d'Anybourg (titre original : The Story of Anyburg U.S.A.) est un court métrage d'animation américain réalisé par Clyde Geronimi pour Walt Disney Productions, sorti le 19 juin 1957.

## Synopsis
Les habitants de la ville d'Anyburg sont excédés par le trafic automobile chaotique qu'ils doivent supporter chaque jour, c'est pourquoi la ville décide de faire un procès aux automobiles...

## Fiche technique
- Titre original : The Story of Anyburg U.S.A.
- Autres titres[1] :
  - Suède : Trafiksyndarna i Låtsastälje
  - France : L'Histoire d'Anybourg
- Réalisateur : Clyde Geronimi
- Scénario : Dick Huemer
- Voix : Hans Conried (voix du procureur), Thurl Ravenscroft (voix de Cyrus P. Sliderule) et Bill Thompson (voix de l'avocat)
- Animateur :  Bob Carlson, George Kreisl et John Sibley
- Layout : Basil Davidovich et Ernie Nordli
- Background : Ralph Hulett et Donald Peters
- Effets visuels: Dan MacManus
- Musique originale : Joseph Dubin
- Producteur : Walt Disney
- Société de production : Walt Disney Productions
- Distributeur : RKO Radio Pictures
- Format d'image : Couleur (Technicolor)
- Son : Mono
- Durée : 9 min
- Langue : (en)
- Pays de production:  États-Unis
- Date de sortie : 19 juin 1957[1],[2]